# AnyDecentMusic?
AnyDecentMusic? — британский сайт-агрегатор, собирающий отзывы о музыкальных альбомах с различных ресурсов. В первую очередь ориентирован на популярную музыку, включая рок, поп, электронную, танцевальную, фолк, кантри, хип-хоп, R&B и рэп. Рецензии собираются из более чем 50 сайтов, журналов и газет. Эти публикации в основном происходят из США и Великобритании, но некоторые также из Канады, Ирландии и Австралии.